# Fatih Terim
Fatih Terim (Adana, 4 september 1953) is een Turks voetbaltrainer en voormalig voetballer. Hij speelde 51 interlands (drie doelpunten) in het Turks voetbalelftal in de periode 1975–1984, waarvan de laatste jaren als aanvoerder. Terim was speler bij Adana Demirspor en Galatasaray, maar verwierf vooral faam als trainer. Terim is de enige Turkse trainer die een Europese prijs won en de Turkse trainer met de meeste prijzen (nationaal en internationaal). Daarom wordt Terim gezien als de beste trainer in de geschiedenis van Turkije.

## Trainerscarrière

### Clubs

#### Galatasaray
Terim was van 1996 tot 2000, van 2002 tot 2004, van 2011 tot 2013 en van 2017 tot 2022 trainer van Galatasaray. In deze periodes won hij met de club achtmaal de Süper Lig (landskampioenschap), driemaal de Türkiye Kupası (Beker van Turkije), vijfmaal de Süper Kupa (Turkse Supercup) en een UEFA Cup. Met deze successen is hij de meest succesvolle trainer in de clubgeschiedenis. 
Aan het einde van het seizoen 2010/11 tekende Fatih Terim voor de derde maal een contract bij Galatasaray. Er was een nieuw bestuur aangesteld dat, tevens luisterend naar de wensen van de supporters, wederom de trainer contracteerde die Galatasaray de UEFA Cup had bezorgd. Ze werden niet teleurgesteld: in de Süper Lig-seizoenen 2011/12 en 2012/13 behaalde Galatasaray de achttiende respectievelijk negentiende landstitel, een titel meer dan aartsrivaal Fenerbahçe.
Terim werd op 24 september 2013 ontslagen als trainer van Galatasaray vanwege zijn dubbelrol als bondscoach van Turkije, de slechte seizoenstart en gebrek aan communicatie met de clubleiding. In 2017 vertrok hij als bondscoach en ging terug aan de slag bij Galatasaray. Hier was hij ruim vier jaar trainer geweest, voordat op 11 januari 2022 bekend werd dat Terim zou vertrekken bij de club uit Istanboel. Dit vanwege de teleurstellende resultaten.

#### Fiorentina & AC Milan
Naast Galatasaray was Terim ook trainer bij de Italiaanse clubs Fiorentina en AC Milan. Vooral bij Fiorentina schreef hij geschiedenis door de club de eerste beker ooit te bezorgen. Hij bracht Fiorentina ver in het bekertoernooi, maar nam afscheid voordat de club de finale speelde en won.

#### Panathinaikos
In de laatste dagen van 2023 tekende Fatih Terim een contract met Panathinaikos, zijn tweede buitenlandse avontuur na zijn periode in Italië tussen 2000 en 2002 bij Fiorentina en AC Milan. Omdat de club in de nacompetitie de kansen op de landstitel vergooide, werd Terim voor het einde van het seizoen weggestuurd, ondanks het behalen van de finale van de nationale beker.

### Bondscoach
Terim was tevens bondscoach van het Turks nationaal elftal, voordat hij bij Galatasaray aan de slag ging. Hij zou zich met Turkije kwalificeren voor het Europees kampioenschap voetbal 1996, waar Turkije in de eerste ronde uitgeschakeld werd. Het land maakte in de groepsfase geen doelpunt en wist ook geen enkel punt te behalen. Voorafgaand aan het EK kende Turkije een ongeslagen status van 15 februari 1995 tot 26 maart 1996: zestien wedstrijden op rij werd niet verloren. In 2005 tekende hij wederom een contract om het nationale voetbalelftal te trainer. In 2009 diende Terim zijn ontslag in bij de Turkse voetbalbond, nadat Turkije zich niet voor de eindronde van het wereldkampioenschap voetbal 2010 had weten te plaatsen. In de periode tussen 2005 en 2009 stond Terim bij 58 interlands langs de lijn: niet eerder trainde een bondscoach het Turks elftal bij zoveel interlands. Wegens teleurstellende resultaten hield bondscoach Abdullah Avcı het halverwege de kwalificatiereeks voor het WK 2014 voor gezien en op 22 augustus 2013 tekende Fatih Terim een contract als bondscoach gedurende de laatste vier kwalificatiewedstrijden. Ditmaal deed hij dat in een dubbelrol: hij bleef trainer van Galatasaray. Op 3 september, een dag voor zijn zestigste verjaardag, verlengde hij zijn contract bij de club tot medio 2016. Niet veel later volgde zijn ontslag bij de club en ging Terim door als uitsluitend bondscoach. Over vier periodes is hij thans recordcoach van het Turks voetbalelftal. De vriendschappelijke interland op 25 mei 2014, in en tegen Ierland en die met 1–2 werd gewonnen, was Terims honderdste als bondscoach. Onder Terim kwalificeerde Turkije zich op 13 oktober 2015 voor het Europees kampioenschap voetbal 2016 door het laatste kwalificatieduel, thuis tegen IJsland, te winnen (1–0) en daardoor als beste nummer drie van alle groepen direct te plaatsen. Na nederlagen tegen Spanje (0–3) en Kroatië (0–1) en een overwinning op Tsjechië (2–0) was Turkije uitgeschakeld in de groepsfase van het toernooi.
| Interlands Turkije onder leiding van Fatih Terim | Interlands Turkije onder leiding van Fatih Terim | Interlands Turkije onder leiding van Fatih Terim | Interlands Turkije onder leiding van Fatih Terim | Interlands Turkije onder leiding van Fatih Terim | Interlands Turkije onder leiding van Fatih Terim |
| №                                                | Datum                                            | Wedstrijd                                        | Uitslag                                          | Competitie                                       |                                                  |
| Als trainer ad interim                           | Als trainer ad interim                           | Als trainer ad interim                           | Als trainer ad interim                           | Als trainer ad interim                           |                                                  |
| ------------------------------------------------ | ------------------------------------------------ | ------------------------------------------------ | ------------------------------------------------ | ------------------------------------------------ | ------------------------------------------------ |
| 1                                                | 11 april 1990                                    | Denemarken – Turkije                             | 1 – 0                                            | Vriendschappelijk                                |                                                  |
| Als hoofdtrainer                                 |                                                  |                                                  |                                                  |                                                  |                                                  |
| 2                                                | 27 oktober 1993                                  | Turkije – Polen                                  | 2 – 1                                            | WK-kwalificatie                                  |                                                  |
| 3                                                | 10 november 1993                                 | Turkije – Noorwegen                              | 2 – 1                                            | WK-kwalificatie                                  |                                                  |
| 4                                                | 23 februari 1994                                 | Turkije – Tsjechië                               | 1 – 4                                            | Vriendschappelijk                                |                                                  |
| 5                                                | 20 april 1994                                    | Turkije – Rusland                                | 0 – 1                                            | Vriendschappelijk                                |                                                  |
| 6                                                | 31 augustus 1994                                 | Macedonië – Turkije                              | 0 – 2                                            | Vriendschappelijk                                |                                                  |
| 7                                                | 7 september 1994                                 | Hongarije – Turkije                              | 2 – 2                                            | EK-kwalificatie                                  |                                                  |
| 8                                                | 12 oktober 1994                                  | Turkije – IJsland                                | 5 – 0                                            | EK-kwalificatie                                  |                                                  |
| 9                                                | 14 december 1994                                 | Turkije – Zwitserland                            | 1 – 2                                            | EK-kwalificatie                                  |                                                  |
| 10                                               | 21 december 1994                                 | Italië – Turkije                                 | 3 – 1                                            | Vriendschappelijk                                |                                                  |
| 11                                               | 15 februari 1995                                 | Turkije – Roemenië                               | 1 – 1                                            | Vriendschappelijk                                |                                                  |
| 12                                               | 8 maart 1995                                     | Turkije – Israël                                 | 2 – 1                                            | Vriendschappelijk                                |                                                  |
| 13                                               | 29 maart 1995                                    | Turkije – Zweden                                 | 2 – 1                                            | EK-kwalificatie                                  |                                                  |
| 14                                               | 26 april 1995                                    | Zwitserland – Turkije                            | 1 – 2                                            | EK-kwalificatie                                  |                                                  |
| 15                                               | 4 juni 1995                                      | Canada – Turkije                                 | 1 – 3                                            | Vriendschappelijk                                |                                                  |
| 16                                               | 7 juni 1995                                      | Canada – Turkije                                 | 0 – 3                                            | Vriendschappelijk                                |                                                  |
| 17                                               | 11 juni 1995                                     | Honduras – Turkije                               | 0 – 1                                            | Vriendschappelijk                                |                                                  |
| 18                                               | 17 juni 1995                                     | Paraguay – Turkije                               | 0 – 0                                            | Vriendschappelijk                                |                                                  |
| 19                                               | 20 juni 1995                                     | Nieuw-Zeeland – Turkije                          | 1 – 2                                            | Vriendschappelijk                                |                                                  |
| 20                                               | 22 juni 1995                                     | Chili – Turkije                                  | 0 – 0                                            | Vriendschappelijk                                |                                                  |
| 21                                               | 30 augustus 1995                                 | Turkije – Macedonië                              | 2 – 1                                            | Vriendschappelijk                                |                                                  |
| 22                                               | 6 september 1995                                 | Turkije – Hongarije                              | 2 – 0                                            | EK-kwalificatie                                  |                                                  |
| 23                                               | 4 oktober 1995                                   | Finland – Turkije                                | 0 – 0                                            | Vriendschappelijk                                |                                                  |
| 24                                               | 11 oktober 1995                                  | IJsland – Turkije                                | 0 – 0                                            | EK-kwalificatie                                  |                                                  |
| 25                                               | 15 november 1995                                 | Zweden – Turkije                                 | 2 – 2                                            | EK-kwalificatie                                  |                                                  |
| 26                                               | 14 februari 1996                                 | Turkije – Wit-Rusland                            | 3 – 2                                            | Vriendschappelijk                                |                                                  |
| 27                                               | 26 maart 1996                                    | Tsjechië – Turkije                               | 3 – 0                                            | Vriendschappelijk                                |                                                  |
| 28                                               | 9 april 1996                                     | Azerbeidzjan – Turkije                           | 0 – 1                                            | Vriendschappelijk                                |                                                  |
| 29                                               | 1 mei 1996                                       | Turkije – Oekraïne                               | 3 – 2                                            | Vriendschappelijk                                |                                                  |
| 30                                               | 29 mei 1996                                      | Estland – Turkije                                | 0 – 0                                            | Vriendschappelijk                                |                                                  |
| 31                                               | 2 juni 1996                                      | Finland – Turkije                                | 1 – 2                                            | Vriendschappelijk                                |                                                  |
| 32                                               | 11 juni 1996                                     | Kroatië – Turkije                                | 1 – 0                                            | Europees kampioenschap                           |                                                  |
| 33                                               | 14 juni 1996                                     | Portugal – Turkije                               | 1 – 0                                            | Europees kampioenschap                           |                                                  |
| 34                                               | 19 juni 1996                                     | Denemarken – Turkije                             | 3 – 0                                            | Europees kampioenschap                           |                                                  |
| 35                                               | 17 augustus 2005                                 | Bulgarije – Turkije                              | 3 – 1                                            | Vriendschappelijk                                |                                                  |
| 36                                               | 3 september 2005                                 | Turkije – Denemarken                             | 2 – 2                                            | WK-kwalificatie                                  |                                                  |
| 37                                               | 7 september 2005                                 | Oekraïne – Turkije                               | 0 – 1                                            | WK-kwalificatie                                  |                                                  |
| 38                                               | 8 oktober 2005                                   | Turkije – Duitsland                              | 2 – 1                                            | Vriendschappelijk                                |                                                  |
| 39                                               | 12 oktober 2005                                  | Albanië – Turkije                                | 0 – 1                                            | WK-kwalificatie                                  |                                                  |
| 40                                               | 12 november 2005                                 | Zwitserland – Turkije                            | 2 – 0                                            | WK-kwalificatie                                  |                                                  |
| 41                                               | 16 november 2005                                 | Turkije – Zwitserland                            | 4 – 2                                            | WK-kwalificatie                                  |                                                  |
| 42                                               | 1 maart 2006                                     | Turkije – Tsjechië                               | 2 – 2                                            | Vriendschappelijk                                |                                                  |
| 43                                               | 12 april 2006                                    | Azerbeidzjan – Turkije                           | 1 – 1                                            | Vriendschappelijk                                |                                                  |
| 44                                               | 24 mei 2006                                      | België – Turkije                                 | 3 – 3                                            | Vriendschappelijk                                |                                                  |
| 45                                               | 26 mei 2006                                      | Ghana – Turkije                                  | 1 – 1                                            | Vriendschappelijk                                |                                                  |
| 46                                               | 28 mei 2006                                      | Turkije – Estland                                | 1 – 1                                            | Vriendschappelijk                                |                                                  |
| 47                                               | 31 mei 2006                                      | Saoedi-Arabië – Turkije                          | 0 – 1                                            | Vriendschappelijk                                |                                                  |
| 48                                               | 2 juni 2006                                      | Angola – Turkije                                 | 2 – 3                                            | Vriendschappelijk                                |                                                  |
| 49                                               | 4 juni 2006                                      | Macedonië – Turkije                              | 1 – 0                                            | Vriendschappelijk                                |                                                  |
| 50                                               | 16 augustus 2006                                 | Luxemburg – Turkije                              | 0 – 1                                            | Vriendschappelijk                                |                                                  |
| 51                                               | 6 september 2006                                 | Turkije – Malta                                  | 2 – 0                                            | EK-kwalificatie                                  |                                                  |
| 52                                               | 7 oktober 2006                                   | Hongarije – Turkije                              | 0 – 1                                            | EK-kwalificatie                                  |                                                  |
| 53                                               | 11 oktober 2006                                  | Turkije – Moldavië                               | 5 – 0                                            | EK-kwalificatie                                  |                                                  |
| 54                                               | 15 november 2006                                 | Italië – Turkije                                 | 1 – 1                                            | Vriendschappelijk                                |                                                  |
| 55                                               | 7 februari 2007                                  | Georgië – Turkije                                | 1 – 0                                            | Vriendschappelijk                                |                                                  |
| 56                                               | 24 maart 2007                                    | Griekenland – Turkije                            | 1 – 4                                            | EK-kwalificatie                                  |                                                  |
| 57                                               | 28 maart 2007                                    | Turkije – Noorwegen                              | 2 – 2                                            | EK-kwalificatie                                  |                                                  |
| 58                                               | 2 juni 2007                                      | Bosnië en Herzegovina – Turkije                  | 3 – 2                                            | EK-kwalificatie                                  |                                                  |
| 59                                               | 5 juni 2007                                      | Brazilië – Turkije                               | 0 – 0                                            | Vriendschappelijk                                |                                                  |
| 60                                               | 22 augustus 2007                                 | Roemenië – Turkije                               | 2 – 0                                            | Vriendschappelijk                                |                                                  |
| 61                                               | 8 september 2007                                 | Malta – Turkije                                  | 2 – 2                                            | EK-kwalificatie                                  |                                                  |
| 62                                               | 12 september 2007                                | Turkije – Hongarije                              | 3 – 0                                            | EK-kwalificatie                                  |                                                  |
| 63                                               | 13 oktober 2007                                  | Moldavië – Turkije                               | 1 – 1                                            | EK-kwalificatie                                  |                                                  |
| 64                                               | 17 oktober 2007                                  | Turkije – Griekenland                            | 0 – 1                                            | EK-kwalificatie                                  |                                                  |
| 65                                               | 17 november 2007                                 | Noorwegen – Turkije                              | 1 – 2                                            | EK-kwalificatie                                  |                                                  |
| 66                                               | 21 november 2007                                 | Turkije – Bosnië en Herzegovina                  | 1 – 0                                            | EK-kwalificatie                                  |                                                  |
| 67                                               | 6 februari 2008                                  | Turkije – Zweden                                 | 0 – 0                                            | Vriendschappelijk                                |                                                  |
| 68                                               | 26 maart 2008                                    | Wit-Rusland – Turkije                            | 2 – 2                                            | Vriendschappelijk                                |                                                  |
| 69                                               | 20 mei 2008                                      | Slowakije – Turkije                              | 0 – 1                                            | Vriendschappelijk                                |                                                  |
| 71                                               | 29 mei 2008                                      | Finland – Turkije                                | 0 – 2                                            | Vriendschappelijk                                |                                                  |
| 72                                               | 7 juni 2008                                      | Portugal – Turkije                               | 2 – 0                                            | Europees kampioenschap                           |                                                  |
| 73                                               | 11 juni 2008                                     | Zwitserland – Turkije                            | 1 – 2                                            | Europees kampioenschap                           |                                                  |
| 74                                               | 15 juni 2008                                     | Tsjechië – Turkije                               | 2 – 3                                            | Europees kampioenschap                           |                                                  |
| 75                                               | 20 juni 2008                                     | Kroatië – Turkije                                | 1 – 1                                            | Europees kampioenschap                           |                                                  |
| 76                                               | 25 juni 2008                                     | Duitsland – Turkije                              | 3 – 2                                            | Europees kampioenschap                           |                                                  |
| 77                                               | 20 augustus 2008                                 | Turkije – Chili                                  | 1 – 0                                            | Vriendschappelijk                                |                                                  |
| 78                                               | 6 september 2008                                 | Armenië – Turkije                                | 0 – 2                                            | WK-kwalificatie                                  |                                                  |
| 79                                               | 10 september 2008                                | Turkije – België                                 | 1 – 1                                            | WK-kwalificatie                                  |                                                  |
| 80                                               | 11 oktober 2008                                  | Turkije – Bosnië en Herzegovina                  | 2 – 1                                            | WK-kwalificatie                                  |                                                  |
| 81                                               | 15 oktober 2008                                  | Estland – Turkije                                | 0 – 0                                            | WK-kwalificatie                                  |                                                  |
| 82                                               | 19 november 2008                                 | Oostenrijk – Turkije                             | 2 – 4                                            | Vriendschappelijk                                |                                                  |
| 83                                               | 11 februari 2009                                 | Turkije – Ivoorkust                              | 1 – 1                                            | Vriendschappelijk                                |                                                  |
| 84                                               | 28 maart 2009                                    | Spanje – Turkije                                 | 1 – 0                                            | WK-kwalificatie                                  |                                                  |
| 85                                               | 1 april 2009                                     | Turkije – Spanje                                 | 1 – 2                                            | WK-kwalificatie                                  |                                                  |
| 86                                               | 2 juni 2009                                      | Turkije – Azerbeidzjan                           | 2 – 0                                            | Vriendschappelijk                                |                                                  |
| 87                                               | 5 juni 2009                                      | Frankrijk – Turkije                              | 1 – 0                                            | Vriendschappelijk                                |                                                  |
| 88                                               | 12 augustus 2009                                 | Oekraïne – Turkije                               | 0 – 3                                            | WK-kwalificatie                                  |                                                  |
| 89                                               | 5 september 2009                                 | Turkije – Estland                                | 4 – 2                                            | WK-kwalificatie                                  |                                                  |
| 90                                               | 9 september 2009                                 | Bosnië en Herzegovina – Turkije                  | 1 – 1                                            | WK-kwalificatie                                  |                                                  |
| 91                                               | 10 oktober 2009                                  | België – Turkije                                 | 2 – 0                                            | WK-kwalificatie                                  |                                                  |
| 92                                               | 14 oktober 2009                                  | Turkije – Armenië                                | 2 – 0                                            | WK-kwalificatie                                  |                                                  |
| 93                                               | 6 september 2013                                 | Turkije – Andorra                                | 5 – 0                                            | WK-kwalificatie                                  |                                                  |
| 94                                               | 10 september 2013                                | Roemenië – Turkije                               | 0 – 2                                            | WK-kwalificatie                                  |                                                  |
| 95                                               | 11 oktober 2013                                  | Estland – Turkije                                | 0 – 2                                            | WK-kwalificatie                                  |                                                  |
| 96                                               | 15 oktober 2013                                  | Turkije – Nederland                              | 0 – 2                                            | WK-kwalificatie                                  |                                                  |
| 97                                               | 15 november 2013                                 | Turkije – Noord-Ierland                          | 1 – 0                                            | Vriendschappelijk                                |                                                  |
| 98                                               | 19 november 2013                                 | Turkije – Wit-Rusland                            | 2 – 1                                            | Vriendschappelijk                                |                                                  |
| 99                                               | 5 maart 2014                                     | Turkije – Zweden                                 | 2 – 1                                            | Vriendschappelijk                                |                                                  |
| 100                                              | 25 mei 2014                                      | Ierland – Turkije                                | 1 – 2                                            | Vriendschappelijk                                |                                                  |
| 101                                              | 29 mei 2014                                      | Honduras – Turkije                               | 0 – 2                                            | Vriendschappelijk                                |                                                  |
| 102                                              | 1 juni 2014                                      | Verenigde Staten – Turkije                       | 2 – 1                                            | Vriendschappelijk                                |                                                  |
| 103                                              | 3 september 2014                                 | Denemarken – Turkije                             | 1 – 2                                            | Vriendschappelijk                                |                                                  |
| 104                                              | 9 september 2014                                 | IJsland – Turkije                                | 3 – 0                                            | EK-kwalificatie                                  |                                                  |
| 105                                              | 10 oktober 2014                                  | Turkije – Tsjechië                               | 1 – 2                                            | EK-kwalificatie                                  |                                                  |
| 106                                              | 13 oktober 2014                                  | Letland – Turkije                                | 1 – 1                                            | EK-kwalificatie                                  |                                                  |
| 107                                              | 12 november 2014                                 | Turkije – Brazilië                               | 0 – 4                                            | Vriendschappelijk                                |                                                  |
| 108                                              | 16 november 2014                                 | Turkije – Kazachstan                             | 3 – 1                                            | EK-kwalificatie                                  |                                                  |
| 109                                              | 28 maart 2015                                    | Nederland – Turkije                              | 1 – 1                                            | EK-kwalificatie                                  |                                                  |
| 110                                              | 31 maart 2015                                    | Luxemburg – Turkije                              | 1 – 2                                            | Vriendschappelijk                                |                                                  |
| 111                                              | 8 juni 2015                                      | Turkije – Bulgarije                              | 4 – 0                                            | Vriendschappelijk                                |                                                  |
| 112                                              | 12 juni 2015                                     | Kazachstan – Turkije                             | 0 – 1                                            | EK-kwalificatie                                  |                                                  |
| 113                                              | 3 september 2015                                 | Turkije – Letland                                | 1 – 1                                            | EK-kwalificatie                                  |                                                  |
| 114                                              | 6 september 2015                                 | Turkije – Nederland                              | 3 – 0                                            | EK-kwalificatie                                  |                                                  |
| 115                                              | 10 oktober 2015                                  | Tsjechië – Turkije                               | 0 – 2                                            | EK-kwalificatie                                  |                                                  |
| 116                                              | 13 oktober 2015                                  | Turkije – IJsland                                | 1 – 0                                            | EK-kwalificatie                                  |                                                  |
| 117                                              | 13 november 2015                                 | Qatar – Turkije                                  | 1 – 2                                            | Vriendschappelijk                                |                                                  |
| 118                                              | 17 november 2015                                 | Turkije – Griekenland                            | 0 – 0                                            | Vriendschappelijk                                |                                                  |
| 119                                              | 24 maart 2016                                    | Turkije – Zweden                                 | 2 – 1                                            | Vriendschappelijk                                |                                                  |
| 120                                              | 29 maart 2016                                    | Oostenrijk – Turkije                             | 1 – 2                                            | Vriendschappelijk                                |                                                  |
| 121                                              | 22 mei 2016                                      | Engeland – Turkije                               | 2 – 1                                            | Vriendschappelijk                                |                                                  |
| 122                                              | 29 mei 2016                                      | Turkije – Montenegro                             | 1 – 0                                            | Vriendschappelijk                                |                                                  |
| 123                                              | 5 juni 2016                                      | Slovenië – Turkije                               | 0 – 1                                            | Vriendschappelijk                                |                                                  |
| 124                                              | 12 juni 2016                                     | Turkije – Kroatië                                | 0 – 1                                            | Europees kampioenschap                           |                                                  |
| 125                                              | 17 juni 2016                                     | Spanje – Turkije                                 | 2 – 0                                            | Europees kampioenschap                           |                                                  |
| 126                                              | 21 juni 2016                                     | Tsjechië – Turkije                               | 0 – 2                                            | Europees kampioenschap                           |                                                  |
| 127                                              | 31 augustus 2016                                 | Turkije – Rusland                                | 0 – 0                                            | Vriendschappelijk                                |                                                  |
| 128                                              | 5 september 2016                                 | Kroatië – Turkije                                | 1 – 1                                            | WK-kwalificatie                                  |                                                  |
| 129                                              | 6 oktober 2016                                   | Turkije – Oekraïne                               | 2 – 2                                            | WK-kwalificatie                                  |                                                  |
| 130                                              | 9 oktober 2016                                   | IJsland – Turkije                                | 2 – 0                                            | WK-kwalificatie                                  |                                                  |
| 131                                              | 12 november 2016                                 | Turkije – Kosovo                                 | 2 – 0                                            | WK-kwalificatie                                  |                                                  |
| 132                                              | 24 maart 2017                                    | Turkije – Finland                                | 2 – 0                                            | WK-kwalificatie                                  |                                                  |
| 133                                              | 27 maart 2017                                    | Turkije – Moldavië                               | 3 – 1                                            | Vriendschappelijk                                |                                                  |
| 134                                              | 5 juni 2017                                      | Macedonië – Turkije                              | 0 – 0                                            | Vriendschappelijk                                |                                                  |
| 135                                              | 11 juni 2017                                     | Kosovo – Turkije                                 | 1 – 4                                            | WK-kwalificatie                                  |                                                  |

## Statistieken
| Periode   | Club          | Competitie       | Functie      |
| --------- | ------------- | ---------------- | ------------ |
| 1987–1989 | Ankaragücü    | TFF 1. Lig       | Hoofdtrainer |
| 1989–1990 | Göztepe       | Süper Lig        | Hoofdtrainer |
| 1990–1993 | Turkije –21   |                  | Bondscoach   |
| 1993–1996 | Turkije       |                  | Bondscoach   |
| 1996–2000 | Galatasaray   | Süper Lig        | Hoofdtrainer |
| 2000–2001 | Fiorentina    | Serie A          | Hoofdtrainer |
| 2001–2002 | AC Milan      | Serie A          | Hoofdtrainer |
| 2002–2004 | Galatasaray   | Süper Lig        | Hoofdtrainer |
| 2005–2009 | Turkije       |                  | Bondscoach   |
| 2011–2013 | Galatasaray   | Süper Lig        | Hoofdtrainer |
| 2013–2017 | Turkije       |                  | Bondscoach   |
| 2017–2022 | Galatasaray   | Süper Lig        | Hoofdtrainer |
| 2023–2024 | Panathinaikos | Super League     | Hoofdtrainer |
| 2024–     | Al-Shabab     | Saudi Pro League | Hoofdtrainer |

## Erelijst
Als speler

| Competitie     |             |                           |
| Competitie     | Aantal      | Jaren                     |
| Galatasaray    | Galatasaray | Galatasaray               |
| -------------- | ----------- | ------------------------- |
| Nationaal      |             |                           |
| Süper Lig      | 3x          | 1975/76, 1981/82, 1984/85 |
| Türkiye Kupası | 1x          | 1982                      |

Als trainer

| Competitie     |             |                                                                        |
| Competitie     | Aantal      | Jaren                                                                  |
| Galatasaray    | Galatasaray | Galatasaray                                                            |
| -------------- | ----------- | ---------------------------------------------------------------------- |
| Nationaal      |             |                                                                        |
| Süper Lig      | 8x          | 1996/97, 1997/98, 1998/99, 1999/00, 2011/12, 2012/13, 2017/18, 2018/19 |
| Türkiye Kupası | 3x          | 1998/99, 1999/00, 2018/19                                              |
| Süper Kupa     | 5x          | 1996, 1997, 2012, 2013, 2019                                           |
| Internationaal |             |                                                                        |
| UEFA Cup       | 1x          | 1999/00                                                                |

| Toernooi               | Winnaar     | Winnaar     | Runner-up   | Runner-up   | Derde       | Derde       |
| Toernooi               | Aantal      | Jaren       | Aantal      | Jaren       | Aantal      | Jaren       |
| Turkije -21            | Turkije -21 | Turkije -21 | Turkije -21 | Turkije -21 | Turkije -21 | Turkije -21 |
| ---------------------- | ----------- | ----------- | ----------- | ----------- | ----------- | ----------- |
| Middellandse Zeespelen | 1993        |             |             |             |             |             |
| Turkije                |             |             |             |             |             |             |
| EK                     |             |             |             |             | 1x          | 2008        |